# Mukařov (Lovečkovice)
Mukařov (německy Munker) je malá vesnice, část obce Lovečkovice v okrese Litoměřice. Nachází se asi 4 km na severovýchod od Lovečkovic. Katastrálním územím vesnice, asi 250 metrů západně od křižovatky silnic Mukařov – Náčkovice se silnicí II/240, vedla zrušená železniční trať Velké Březno – Úštěk, na které bývala železniční zastávka. Mukařov leží v katastrálním území Mukařov u Úštěku o rozloze 3,27 km².

## Historie
První písemná zmínka o vesnici pochází z roku 1352.

## Obyvatelstvo
Při sčítání lidu v roce 1921 zde žilo 313 obyvatel (z toho 141 mužů) německé národnosti a římskokatolického vyznání. Podle sčítání lidu z roku 1930 měla vesnice 303 obyvatel: pět Čechoslováků a 298 Němců. Kromě jednoho evangelíka a jednoho člověka bez vyznání se hlásili k římskokatolické církvi.
|                                                              | 1869 | 1880 | 1890 | 1900 | 1910 | 1921 | 1930 | 1950 | 1961 | 1970 | 1980 | 1991 | 2001 | 2011 |
| ------------------------------------------------------------ | ---- | ---- | ---- | ---- | ---- | ---- | ---- | ---- | ---- | ---- | ---- | ---- | ---- | ---- |
| Obyvatelé                                                    | 411  | 435  | 403  | 369  | 356  | 313  | 303  | 143  | 109  | 100  | 93   | 56   | 38   | 67   |
| Domy                                                         | 75   | 75   | 74   | 73   | 72   | 68   | 68   | 51   | 43   | 22   | 21   | 26   | 25   | 30   |
| Počet domů z roku 1961 zahrnuje domy místní části Náčkovice. |      |      |      |      |      |      |      |      |      |      |      |      |      |      |

## Pamětihodnosti
- Zřícenina zvonice ze 14. století – patřila ke staršímu gotickému kostelu, který byl zbořen před stavbou pozdějšího barokního kostela v 50. letech 18. stol. I tento kostel byl však v 70. letech 20. stol. stržen. Zvonici v roce 2020 zdarma převedl ÚZSVM na spolek Omnium.[8]
- Milník
- Fara čp. 65